# ترز آن دروارت
تِرِز-آن دروآرت (زادهٔ ۱۹۴۵ ) فیلسوف بلژیکی است که در دانشگاه جرج تاون و دانشگاه کاتولیک آمریکا به پژوهش و تدریس پرداخته است. حوزه‌های تخصصی او در زمینه فلسفه اسلامی قرون وسطی، فلسفه افلاطون، مابعدالطبیعه، ترجمه از یونانی به عربی و مطالعات قرون وسطی است. 

## زندگی
ترز آن دروارت نخست در سال ۱۹۶۷ کارشناسی فلسفه و سپس در ۱۹۶۸ کارشناسی ارشد مطالعات قرون وسطی را از دانشگاه کاتولیک لوون اخذ کرد و پس از آن در سال ۱۹۷۳ دکترای خود را در رشته فلسفه از همان دانشگاه با رساله‌ای پیرامون افلاطون دریافت کرد. او سپس در سال ۱۹۷۵ در رشته شرق‌شناسی گروه فلسفه و الهیات اسلامی قرون وسطی در دانشگاه آکسفورد مدرک لیسانس گرفت. از سال ۱۹۷۵ تا ۱۹۷۶ او پژوهشگر مرکز مطالعات خاورمیانه در دانشگاه هاروارد بود. از سال ۱۹۷۸ تا ۱۹۸۷ در دانشگاه جورج تاون به عنوان استادیار و دانشیار تدریس کرد. در سال ۱۹۸۷ به دانشکده فلسفه در دانشگاه کاتولیک آمریکا منتقل شد و در سال ۱۹۹۷ استادتمام شد. وی در سال ۲۰۱۹ توسط دانشگاه خود به مدال شاهان (Shahan Medal) مفتخر شد و پس از سی سال به عنوان استادتمام بازنشسته شد که ۱۵ سال آن در سمت مدیر دانشگاه بود. 
او علاوه بر سمت تدریس در دانشگاه کاتولیک آمریکا، استاد مدعو فلسفه اندلسی-عربی در دانشگاه ناوارا در بهار ۱۹۹۳ بود. در پاییز ۱۹۹۵، او یک سمینار هفتگی در مورد فلسفه عربی در دانشگاه پنسیلوانیا را تدریس کرد. در طول تابستان او دو بار استاد مدعو در دانشگاه کاتولیک ماداگاسکار بود. در می ۲۰۰۵، او یک سمینار فشرده یک‌هفته‌ای در مورد متافیزیک ابن سینا در دانشگاه اندز شیلی برگزار کرد.

## تألیف‌ها (منتخب)
- به عنوان ویراستار: فلسفه عربی و غرب. تداوم و تعامل. واشنگتن دی‌سی ۱۹۸۸، ISBN 0-932568-15-7 .
- به عنوان ویراستار: روابط. از داشتن به بودن. واشنگتن دی‌سی، ۱۹۹۳، ISBN 0-918090-26-3 .
- به عنوان ویراستار: خِرَد در تاریخ. واشنگتن دی‌سی، ۱۹۹۵، ISBN 0-918090-28-5 .
- به عنوان ویرایشگر: بازیابی فرم. واشنگتن دی‌سی، ۱۹۹۶، ISBN 0-918090-29-6 .

## لینک‌های وب
- ترز آن دروارت